# فريدريك سيمبسون
فريدريك سيمبسون (بالإنجليزية: Frederick Simpson)‏ (18 يونيو 1916 – 1975) هو ملاكم من المملكة المتحدة راحل، مثّل بلاده في الألعاب الأولمبية الصيفية 1936.

## روابط خارجية
فريدريك سيمبسون على موقع أوليمبيديا (الإنجليزية)